# Conus magnificus macilentus
Conus magnificus macilentus is een ondersoort van de zeeslakkensoort Conus magnificus, uit het geslacht Conus. De slak behoort tot de familie Conidae. Conus magnificus macilentus werd in 1843 beschreven door Reeve. Net zoals alle soorten binnen het geslacht Conus zijn deze slakken roofzuchtig en giftig. Zij bezitten een harpoenachtige structuur waarmee ze hun prooi kunnen steken en verlammen.